# Wendell Hudson
Wendell Hudson (Birmingham, 16 aprile 1951) è un ex cestista e allenatore di pallacanestro statunitense.

## Carriera
Venne selezionato dai Chicago Bulls al secondo giro del Draft NBA 1973 (30ª scelta assoluta).